# Crusade (Band)
Crusade ist eine österreichische Death-Metal-/Metal-Band aus Wien.

## Geschichte
Die Band wurde im Sommer 1997 durch Martin Wagesreither, Marin Zwetkow und Stephan Beer gegründet, die ein Jahr zuvor gemeinsam in der Band Reborn Hate gespielt hatten. Für ihren ersten Auftritt beim „Pop-Odrom“, einem internationalen Bandwettbewerb, wurde Bassist Alexander Meyer, der zu diesem Zeitpunkt bei der Wiener Band Endless Falling tätig war, engagiert. Kurz darauf stieg Alexander Meyer fest als Bandmitglied bei Crusade ein. Anfang 1998 wurde die erste Crusade-CD Further Down veröffentlicht. Damit war der erste Grundstein gelegt, denn die Kritiken fielen äußerst positiv aus. Trotzdem lag das weitere Schaffen im darauffolgenden Jahr auf Eis, weil Gründungsmitglied Stephan Beer aus familiären Gründen die Band verließ. Die beiden Gründungsmitglieder Martin Wagesreither und Marin Zwetkow probierten es mit unterschiedlichen Musikern aus, bis sich 1999 wieder eine relativ stabile Besetzung herausbildete.
Martin Lugmayr („Lugi“, Schlagzeug) und Andreas Riener (Bass) komplettierten 1999 die Band. Es folgten zahlreiche Konzerte durch Österreich, und die Band arbeitete an neuen Songs. Kurz vor der nächsten Aufnahme im Jahr 2001 verließ Martin Lugmayr die Band. Die Suche nach einem geeigneten Schlagzeuger erwies sich als schwierig. Schlussendlich wurde 2002 Christoph Talos als Schlagzeuger engagiert. Die nächsten Jahre ließ die Band keine Möglichkeit aus, auf der Bühne zu stehen und erspielte sich den Ruf einer energiegeladenen Live-Band. Doch nicht nur auf der Bühne, auch auf der Leinwand sind sie zu hören, als Crusade einen Song zum Debüt des Independent-Kinofilms Benjamin's Party beisteuerte. 2001 wurde Crusade vom belgischen Nationalfernsehen im Zuge einer Dokumentation über den ersten Kreuzzeug interviewt und liefert einen Songbeitrag dafür.
2004 veröffentlichte Crusade ihr zweites Werk, die Mini-CD Loathed Resistance. Im Juni 2004 waren Crusade Vorgruppe für Fear Factory. Burton C. Bell kam zu Crusade auf die Bühne, um mit ihnen einen alten Fear-Factory-Song (W.O.E) zu spielen. Im selben Jahr übernahm Alex Uitz das Schlagzeug, um Christoph Talos zu ersetzen. Im Mai 2006 begaben sie sich wieder ins Studio, um an neuem Material zu arbeiten. Das Album erschien Anfang Juni 2007 unter dem Titel Resilience auf Innovation/Rebeat.

## Diskografie
- 1998: Further Down (Demo)
- 2004: Loathed Resistance (EP)
- 2007: Resilience (Album)